# Henri Jacques Goüin-Moisant
Pour les autres membres de la famille, voir Famille Goüin.
Henri-Jacques-Marie Goüin-Moisant, né le 14 février 1758 à Tours et mort le 5 avril 1823 à Tours, est un banquier et homme politique français, maire de Tours en 1795 et député royaliste d'Indre-et-Loire de 1815 à 1823.

## Biographie

### Un notable tourangeau

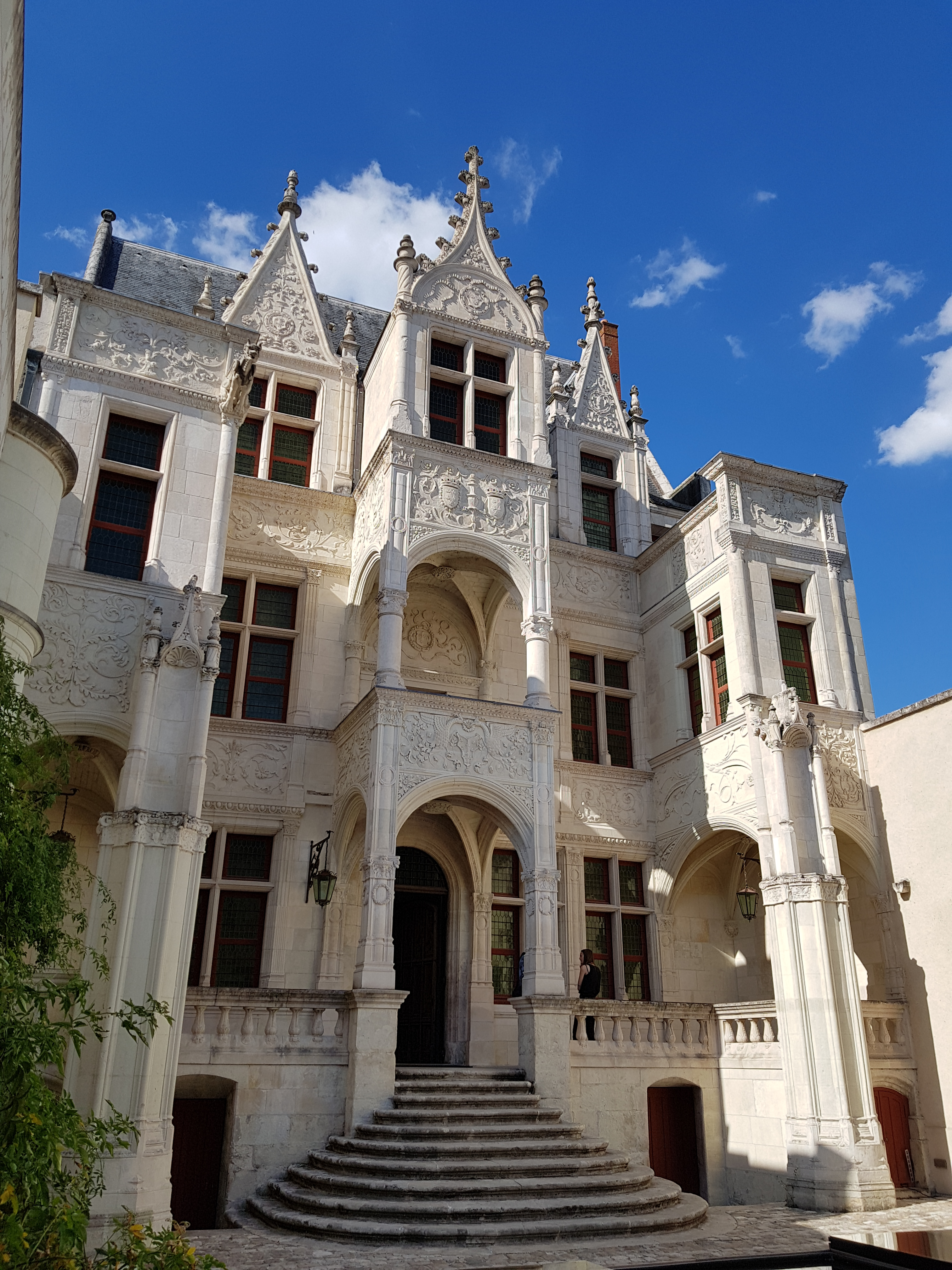
L'Hôtel Goüin à Tours.

Le père d'Henri Goüin-Moisant, Henry-Pierre Goüin (1732-1782), juge-consul, administrateur de l'Hôpital général et fabricien de Saint-Martin de Tours, dirige la banque familiale à Tours, fondée en 1714 par Henri-François Goüin. Le 23 mai 1757, son père épouse à Tours, Anne-Marie Leroux, fille de Marie-Anne Baudichon et de Jacques Leroux, marchand-fabricant et négociant, procureur de la communauté des marchands maîtres-ouvriers en soie de Tours, propriétaire à la Plaine-Fondettes, et tante de Félix Faulcon de La Parisière. Cousin germain de l'abbé Dubaut, cousin d'Adrien Haincque et oncle de Louis-Gustave Guérineau de Boisvillette, une de ses nièces épousera le marquis Alphonse du Tillet et une autre Hyacinthe Maublanc de Chiseuil.
Henri Jacques Goüin devient secrétaire-greffier du Tribunal des maréchaux de France (point d'honneur) au département de Langeais.
Il devient propriétaire du domaine des Grandes Brosses, à Mettray. Il y obtient l'autorisation que la messe soit célébrée dans la chapelle domestique de son château.
Le 14 mai 1781, il épouse sa cousine Madeleine-Rose Moisant (1762-1832), d'une riche famille de Tours, fille de François Moisant, conseiller du roi en l'Hôtel de ville de Tours, échevin et administrateur de l'Hôtel-Dieu, et de Michelle Quentin (de la Mettrie), se faisant alors appeler Goüin-Moisant. Son épouse était la nièce du maire Michel Banchereau, la sœur de Charles-François Moisant, propriétaire des châteaux de Langeais, de Cinq-Mars et de la Perraudière, et de Charles Moisant, propriétaire des châteaux des Ligneries et de Poillé (et père du comte romain Pèdre Moisant), et la cousine germaine de Pierre Le Gobien.
Ils eurent quatre enfants :

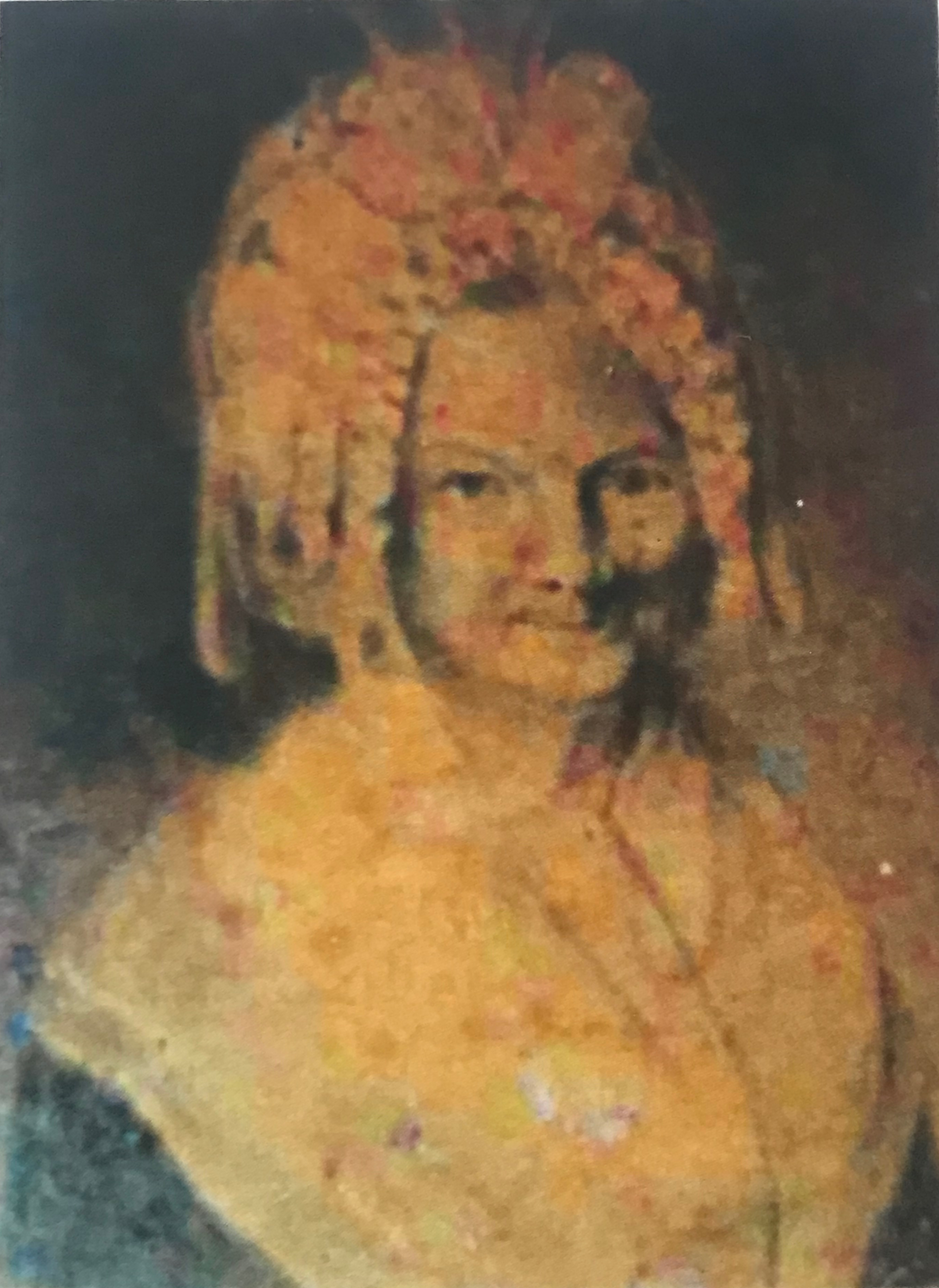
Portrait présumé de Madeleine Rose Moisant, son épouse.

- Henry Goüin (1782-1861), banquier, archéologue et collectionneur, fondateur et premier président de la Société archéologique de Touraine et de la Caisse d'épargne et de prévoyance de Tours, marié à sa cousine Alexandrine-Pauline Gondouin
- Charles Goüin (1783-1855), banquier, président de la Mutuelle d'Indre-et-Loire contre l'Incendie, marié en 1812 à sa cousine Anne-Henriette Goüin (de La Grandière) ;
- Édouard Goüin (1787-1864), banquier et industriel à Nantes, marié à sa cousine Alexandrine-Stéphanie Goüin (de La Grandière) en 1809, d'où Ernest Goüin ;
- Jules Goüin (1789-1869), banquier à Nantes, marié à Elisabeth Dumoustier (nièce du général-comte Pierre Dumoustier).

Suivant la carrière familiale du négoce et de la banque, Henri Jacques Goüin est un homme d'affaires. Il dirige entre autres la maison de négoce et d'armement Moisant et Gouin à Rouen et succède, conjointement avec son frère Alexandre-Pierre-François Goüin de La Grandière, à son père comme directeur de la Banque Goüin frères à Tours en 1784. 
Il fait également de affaires avec l'outre-mer depuis Morlaix, comme négociant et armateur, en relations d'affaires notamment avec son ami Armand Joseph Dubernad (son frère, Auguste-Raymond Goüin, négociant à Morlaix, épouse une des filles de Dubernad), auquel il a permis d'acheter le château de La Bourdaisière. Par l'entremise des frères Goüin, une partie des cargaisons de Dubernad, en provenance de Bayonne, Cadix, Séville et d'Amérique du Sud, desservent la Touraine et l'Anjou.
En 1790, l'avocat François Coulon de La Morandière l'accuse, lui, son frère et leur associé Longchamp, d'amasser des barriques de poudre à canon. L'enquête du comité les disculpe en constatant qu'il s'agit de simple poudre à poudrer, la famille Goüin étant alors autorisée à porter plainte contre Coulon.
Il est admis en tant que membre de la Société d'agriculture, arts, sciences et belles-lettres du département d'Indre-et-Loire, que présidera son frère.

### Maire modéré de Tours
Devenu officier municipal de Tours le 14 frimaire an II (5 octobre 1793), Goüin-Moisant est administrateur de l'Hospice des enfants naturels de la Patrie, mais surtout il dirige la commission qui saisit et vend les biens nationaux.
Après le 9-Thermidor, Henri Jacques Goüin-Moisant devient maire de Tours le 19 germinal an III (10 octobre 1794). Dans l'optique de l'approvisionnement et des finances de la cité, il fait fixer, le 24 avril 1795, un emprunt volontaire des citoyens d'un million, dont la moitié versée à la caisse du district et l'autre dans celle de la ville, afin de les rembourser dans les six mois, à mesure que les rentrées de grains s'effectuent. Il prend également des mesures de police pour la ville.
Contesté par les Jacobins qui s'opposent à lui, il est en effet soupçonné par les Thermidoriens d'avoir de l'indulgence, voire de la sympathie, pour les royalistes et reçoit de vifs reproches de la part du Comité de sûreté générale pour avoir fait abattre de l'arbre de la liberté. Il est contraint de comparaître à la barre de la Convention nationale, accusé de ne pas avoir été assez vigilant quand l'arbre de la liberté planté sur la place de la Nation fut coupé dans l'objectif de provoquer un soulèvement dans la population. Il finit par être destitué pour sa modération dans la lutte contre les menées royalistes.

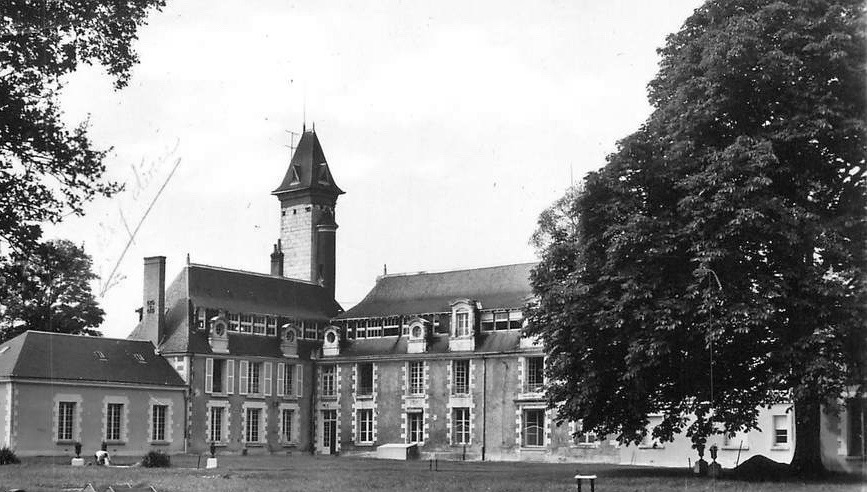
Le château des Grandes Brosses, dont il est propriétaire à Mettray.

Redevenu conseiller municipal, il est à nouveau nommé maire de Tours, par arrêté du Premier Consul Napoléon Bonaparte, le 2 mai 1800, mais il décline cet honneur et laisse le siège à Étienne Cassin de la Noue. Il se tient à l'écart de la sphère politique malgré la considération que peut lui porter le pouvoir bonapartiste.
Présidant le tribunal de commerce de Tours de 1796 à 1798 puis de 1806 à 1812 et la Chambre de commerce de Tours de 1813 à 1816, il obtient notamment la non augmentation des impôts.

### Député royaliste sous la Restauration
Devenu membre du Conseil général d'Indre-et-Loire sous la première Restauration, Goüin-Moisant est élu député royaliste au premier tour par le département d'Indre-et-Loire en août 1815 et obtient sa réélection par deux fois, toujours dès le premier tour. Tout le monde pense qu’il va siéger dans cette partie de la chambre où se réunissent les défenseurs des libertés constitutionnelles, les plus honorables appuis des manufactures, du commerce et de l'industrie française. Cette attente a été trompée. C'est au centre, puis au côté droit parmi les monarchistes, que Goüin-Moisant est allé s'assoir. Ses votes se sont ressentis des alliances qu'il semblait contracter avec l'ancienne noblesse, et ont toujours été comptés parmi ceux de la majorité ultraroyaliste de la Chambre introuvable. En 1815, il veut donner un gage de ses opinions, en faire une profession de foi authentique, et prend une part active à la discussion du projet de loi Barbé-Marbois sur les cris séditieux. Lors de la discussion sur ce projet de loi, il demande en effet « que les crimes désignés par l'art, fussent punis des travaux forcés pendant dix ans, et de la peine de mort, s'ils avoient des coopérateurs. Les coupables dévoient être punis comme parricides, s'il avoit eu commencement d'exécution. Les injures, outrages et calomnies contre les personnes de la famille royale dévoient être punis suivant la gradation suivante : cinq ans de travaux forcés, les travaux à perpétuité, la mort ».
Goüin-Moisant appuie le projet de loi relatif à la continuation du monopole du tabac jusqu'au 1er janvier 1816, défent l'impôt sur le tabac et combat les amendements proposés par la commission. Il observe que « prolonger seulement dix ans la durée du monopole, ne tendroit qu'à ramener dans un an une discussion qui, peut-être, n'est pas sans de graves inconvéniens dans le produit des ventes de la régie ; au lieu qu'en acquiesçant à la prolongation de cinq années demandée par le gouvernement, la situation financière de la France, en s'améliorant, pourra peut-être permettre de rendre en France la culture et le commerce du tabac extrêmement libres, en ne conservant qu'un droit de douane à l'entrée des feuilles du tabac exotique ».
Il est l’un des vingt-sept commissaires de la Chambre des députés. La commission était répartie en trois sections, Goüin-Moisant étant membre de celle chargée des budgets de la justice, de l'intérieur et de la police générale. 
Nommé président du collège électoral d'Indre-et-Loire, en remplacement de Destouches, en 1817,, il remplit différentes fonctions dans son département. Après la session de 1819, où il a, comme par le passé, voté avec la majorité, le conseil général de ce département lui décerne des remerciements solennels, pour la part qu'il avait prise aux délibérations de la Chambre. Il encourage le commerce et l'embellissement de la ville de Tours par la construction d'hôtels particuliers.
Il est fait chevalier de la Légion d'honneur le 1er mai 1821.
Il décède le 5 avril 1823, à Tours, en cours de mandat.

## Publications
- Opinion sur le projet de loi relatif à la continuation du monopole des tabacs jusqu'au 1er janvier 1826 (1826)

## Sources
- « Henri Jacques Goüin-Moisant », dans Adolphe Robert et Gaston Cougny, Dictionnaire des parlementaires français, Edgar Bourloton, 1889-1891 [détail de l’édition]
- André-Jean Tudesq, Les grands notables en France (1840-1849): Étude historique d'une psychologie sociale, Partie 1, 1964
- Raymond Bailleul, Les Tourangeaux de la Bastille à Waterloo: l'Indre-et-Loire de 1789 à 1815, 1989
- Lithographie morale et politique de MM. les membres de la chambre des députés, ou résultat des votes pour et contre la loi sur la liberté individuelle. Seconde édition, 1820
- P. P., Biographie des députés composant la représentation nationale: pendant les sessions de 1820 à 1822, 1822
- Société archéologique de Touraine, Bulletin trimestriel de la Société archéologique de Touraine
- Bernard Chevalier, David Bohbot, Histoire de Tours, 1985
- Rang-Ri Park-Barjot, La Société de construction des Batignolles: Des origines à la Première Guerre mondiale (1846-1914), Presses Paris Sorbonne, 2005
- Alain Jacquet, Les Goüin, une famille tourangelle de renom, Mémoires de la Société archéologique de Touraine, volume LXXII, 2015, 90 p. (ISBN 978-2-36536-048-7).
- Louis Bergeron, Guy Chaussinand-Nogaret, Grands notables du Premier Empire: notices de biographie sociale, Centre national de la recherche scientifique, 1983
- Yves Lemoine et Cédric Plont, Christian Dumais-Lvowski (dir.), Les Goüin : destin d'une famille française (XVIIe- XXe siècles), éditions Michel de Maule, 2014 ;
- Françoise Raynaud, Une banque de province au xixe siècle, la Banque Goüin à Tours de 1845 à 1884, 1974 ;
- Rang-Ri Park-Barjot, L'Histoire exemplaire d'une dynastie d'entrepreneurs français : les Goüin (XVIIe – XXe siècles), 2007
- André Delavenne, Recueil généalogique de la bourgeoisie ancienne ... tome 2, Paris, 1955